# Туркменский каракал
Туркменский каракал (лат. Caracal caracal michaelis) — подвид каракала обитающий в Средней Азии.

## Описание
Туркменский каракал - самый крупный подвид каракала. Описан как подвид в 1945, однако западными учеными часто не признается самостоятельным, а в составе C. c. schmitzi (Matschie, 1912). Отсюда такая «редкость» этого подвида в западных зоопарках.
Имеет довольно легкий склад, относительно очень высокие ноги. Ноги сильные, но суховатые, с широкими как задним, так и особенно передними лапами. Общая легкость и поджарый склад определяются также тем, что каракал даже зимой имеет относительно короткий и плотно прилегающий (не пушистый) мех.
Голова относительно большая и выглядит такой также из-за короткого меха. Она заметно вытянутая, с удлиненной лицевой частью и длинными ушами. Уши узкие у основания, приостренные к концу и на вершине несут кисточку из длинных волос. Посажены на голове высоко и стоят почти вертикально. От всего этого они выглядят особенно длинными.
Когти светло-роговые, передние сильно сжатые, круто серповидно изогнутые, задние более широкие, удлиненные, слабо изогнутые. Межпальцевые перепонки, особенно на задних ногах, сильно сокращены, и лапа очень сходна с лапой гепарда, однако, чехлы когтей развиты нормально.
Зимний мех короткий, по всему телу ровный, без гребня по спине или шее. Волосы мягкие, но несколько грубее, чем у других кошек и не шелковистые, плотно прилегающие. Они мягче и несколько удлинены на брюхе и груди, где мех, однако, реже. Волосы на вершине уха (кисточка) грубые и упругие; их длина достигает 60 мм.
Летний мех значительно реже, грубее и короче зимнего, хотя контраст не так велик как гепард.